# Font de l'Hort de l'Om
La Font de l'Hort de l'Om és una surgència del terme municipal de Monistrol de Calders, al Moianès.
Està situada a 604 metres d'altitud, a l'Hort de l'Om, a la capçalera del torrent de l'Hort de l'Om. És a sota i a llevant del Collet de la Baga de l'Om, al nord-nord-est del lloc on hi hagué la masia de l'Om, a la qual pertanyia.